# Loganair
Loganair är ett brittiskt flygbolag, bildat den 1 februari 1962, med Glasgow International Airport i Skottland som huvudflygplats. Loganair samarbetade med British Airways som tillsammans med Loganair hade ett franchiseavtal fram till 2008 och flyger till Skottland, Orkneyöarna, Hebriderna, Nordirland, Shetlandsöarna och Irland. Sedan 2008 har Loganair ett codeshareavtal med British Airways på linjer mellan Skottland och London och ett franchiseavtal med Flybe. 

## Destinationer
Loganairs destinationer under juli 2005:
- Inom Storbritannien: Aberdeen, Barra, Benbecula, Campbeltown, Eday, Edinburgh, Fair Isle, Foula, Glasgow, Inverness, Islay, Isle of Man, Kirkwall, Londonderry, Manchester, North Ronaldsay, Out Skerries, Papa Stour, Papa Westray, Sanday, Shetlandsöarna, Stornoway, Stronsay, Tiree, Westray och Wick.
- Internationella destinationer: Cork, Dublin och Knock.

## Flygflotta
Loganairs flotta 2013:
- 2 Britten-Norman BN-2B-26 Islander
- 2 De Havilland Canada DHC-6 Twin Otter Series 310
- 6 Dornier 328-100
- 2 Saab 340A
- 14 Saab 340B

Tidigare flygplanstyper Loganair använt sig av är bland annat:
- BAe 146-200
- BAe ATP
- BAe Jetstream 31
- BAe Jetstream 41
- Embraer EMB 110
- Fokker F-27
- Piper Aztec
- Short 330
- Short 360

## Trivia

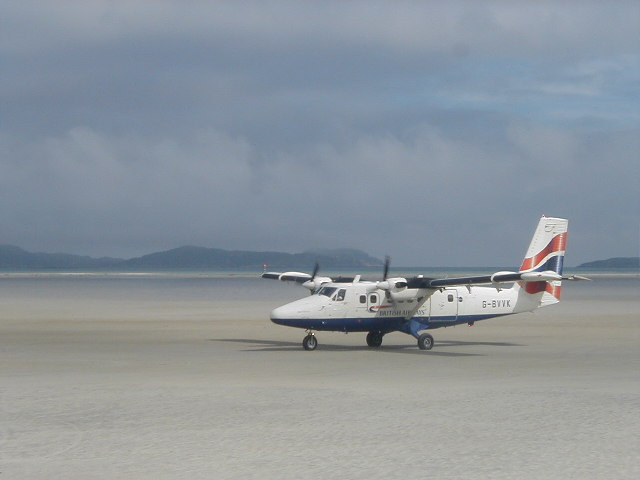
En Loganair DHC-6 Twin Otter har landat på Barras flygplats.

- Loganair har världens kortaste regelmässiga flygtur. Den tar två minuter och går mellan Westray och Papa Westray.
- Flygningen till Barra i Yttre Hebriderna grundas helt på tidvattnet eftersom flygplanet landar på stranden.